# Santa Rita, Querétaro Arteaga
Santa Rita är en ort i Mexiko.   Den ligger i kommunen San Juan del Río och delstaten Querétaro Arteaga, i den sydöstra delen av landet, 130 km nordväst om huvudstaden Mexico City. Santa Rita ligger 2 091 meter över havet och antalet invånare är 151.
Terrängen runt Santa Rita är kuperad åt nordväst, men åt sydost är den platt. Runt Santa Rita är det ganska tätbefolkat, med 179 invånare per kvadratkilometer. Närmaste större samhälle är San Juan del Río, 8,3 km norr om Santa Rita. I omgivningarna runt Santa Rita växer huvudsakligen savannskog.